# Collector
Collector – niewielka miejscowość w hrabstwie Upper Lachlan w stanie Nowa Południowa Walia w Australii. Liczy niespełna 330 mieszkańców (2006). Przez wiele lat przez centrum wsi przechodziła Federal Highway, jednak po przebudowie z 1988 roku jej trasa przebiega teraz poza miejscowością, choć w jej bezpośrednim sąsiedztwie. Wioska powstała w latach 30. XIX wieku, w 1848 otwarto tam urząd pocztowy.